# Sergio Orlandi
Sergio Orlandi (Firenze, 13 luglio 1941) è un ex calciatore e allenatore di calcio italiano, di ruolo centrocampista.

## Carriera
Debutta in Serie C con il Cesena nel 1962 e dopo due anni passa al Catanzaro, dove disputa quattro campionati di Serie B per un totale di 115 presenze e 6 reti.
Nel 1968 si trasferisce all'Arezzo, con cui vince il campionato di Serie C 1968-1969 e gioca altri due campionati di Serie B, disputando 49 gare.
Prosegue la sua carriera sui campi della Serie C con le maglie di Lucchese, Riccione e Massese.

## Palmarès

### Giocatore

#### Competizioni nazionali
- Serie C: 1

Arezzo: 1968-1969